# Доротеа Вијерер
Доротеа Вијерер (итал. Lukas Hofer; Брунико, 3. април 1990) италијанска је биатлонка.
На Светским првенствима за јуниоре освојила је пет златних и једну сребрну медаљу.
На Светском првенству за сениоре дебитовала је 2011. Са женском штафетом заузела је четврто место, а појединачно најбољи пласман је остварила у потери, девето место. На Светском првенству 2012. дванеста је била у штафети, а наредне године освојила је прву медаљу, бронзу у женској штафети, а четврто место у мешовитој.
На Олимпијским играма у Сочију дошла је до бронзе са мешовитом штафетом. Са женском штафетом је била шеста, а најбољи пласман у појединачним дисциплинама јој је такође шесто место у спринту.
На Светском првенству 2015. дошла је до нове бронзе са женском штафетом, у поједиачном је била четврта, у потери девета, а са мешовитом штафетом седма. На Светском првенству 2016. освојила је своју прву медаљу у појединачним дисциплинама, сребро у потери. У спринту је била пета, у појединачном осма, са женском штафетом седма, а са мешовитом осма. На Светском првенству 2018. најбоље пласмане постигла је са штафетама, четврто место у мешовитој, пето са женском, а у масовном старту била је осма.
На Олимпијским играма у Пјонгчану 2018, освојила је још једну бронзану медаљу са мешовитом штафетом.
У Светском купу у сезони 2015–16. заузела је треће место у генералном пласману, а у дисциплини 15 km појединачо освојила је мали кристални глобус.